# Ignacio C. Enríquez
Ignacio Ceferino Enríquez Siqueiros (Chihuahua, Chihuahua, México, 26 de agosto de 1889 - 1972) fue un militar mexicano, gobernador del estado de Chihuahua de afiliación obregonista. Sus periodos fueron irregulares, un primer periodo de 1915 a 1916 y un segundo periodo fue de 1918 a 1924. 

## Biografía
Enríquez nació el 26 de agosto de 1899 en la ciudad de Chihuahua, siendo hijo de Ignacio Enríquez, y estudió agronomía en la a Escuela Particular de Agricultura de Ciudad Juárez y en la Universidad de Illinois, Estados Unidos, y dedicándose a labores agrícolas al regresar a Chihuahua, en la Hacienda de Rubio, en lo que hoy es el Municipio de Cuauhtémoc, y, para posteriormente trabajar con el gobernador Abraham González Casavantes durante los inicios de la Revolución Mexicana.

### Carrera militar
En 1913, Enríquez se unió al Ejército Constitucionalista para combatir a las fuerzas de Victoriano Huerta bajo las órdenes de Álvaro Obregón participando en varias acciones en el estado de Sonora, y para 1914 pasó a ser Teniente Coronel bajo las órdenes del general Plutarco Elías Calles, donde combatió con el Ejército del Noroeste para posteriormente, escoltar a Venustiano Carranza en su paso de Chihuahua a Sonora. Ese mismo año, luego de la caída de Huerta, Enríquez fue nombrado cónsul de México en Nueva York, cargo en el que duró poco, pues en noviembre de ese año regresó a México para unirse de nuevo a las fuerzas constitucionalistas en contra de los convencionistas.
En el Ejército Constitucionalista, Enríquez organizó en Orizaba, Veracruz a los Batallones Rojos, formados por trabajadores de la Casa del Obrero Mundial, y en 1915 participó en la Batalla de Trinidad contra las fuerzas de la División del Norte. Ese mismo año, fue nombrado de manera interina entre agosto y octubre como presidente municipal del Ayuntamiento de México por designación de Venustiano Carranza, y en diciembre de 1915 fue nombrado gobernador de Chihuahua por designación del mismo Carranza.
Durante su primer mandato como gobernador, procedió a reorganizar la administración pública del estado y expidió las leyes reglamentarias correspondientes al divorcio, la educación pública  y el Municipio Libre. Igual, durante su breve administración, se dio el asalto de las fuerzas villistas a la población de Columbus, Nuevo México en los Estados Unidos hecho que desencadenó la Expedición Punitiva que se tradujo en la incursión del Ejército de los Estados Unidos en Chihuahua para buscar a Francisco Villa.
Finalmente, entregó el gobierno el 12 de mayo de 1916, al ser nombrado al frente de la Oficialía Mayor de la Secretaría de Guerra y Marina, luego de haber sido ascendido a General de Brigadier. En ese mismo año fue elegido diputado al Congreso Constituyente de México de 1917 por el Distrito 1 de Chihuahua, aunque no pudo ocupar el cargo debido a sus responsabilidades militares, que le impidieron hacerlo, por lo que la curul quedó vacante. Durante su tiempo como oficial mayor, fue secretarios de Guerra y Marina del 2 al 3 de mayo de 1917.
En 1918, ocupó por segunda ocasión la gubernatura de Chihuahua por designación del gobierno federal, durando en el encargo entre el 3 de julio y el 14 de noviembre de ese año. Su segundo periodo fue breve, debido a una serie de discusiones con el general Francisco Murguía, por entonces encargado de la jefatura de Operaciones Militares en el estado, y debido a los excesos de este, y la confrontación con Enríquez, que terminó con una persecución e intento de asesinato en contra del gobernador, Enríquez decidió renunciar a la gubernatura provisional en noviembre de 1918.
Posteriormente Enríquez fue designado como jefe de las tropas auxiliares y de las defensas sociales que buscarían perseguir a Francisco Villa y las tropas que le quedaban y en 1920, se unió a la Rebelión de Agua Prieta junto a otros mandos militares en desconocimiento del gobierno del general Carranza, todo esto en medio de la búsqueda por la vía constitucional de la gubernatura de Chihuahua, debido a que Enríquez sospechaba que su contrincante, Andrés Ortiz Arriola era apoyado por el entonces secretario de gobernación Manuel Aguirre Berlanga. Reasumió brevemente la persecución de Villa por unos meses, para posteriormente dejarla para atender asuntos políticos.

### Gobernador Constitucional
Enríquez terminó siendo elegido gobernador del estado en las elecciones extraordinarias de 1920 y tomó protesta al cargo para el periodo comprendido entre el 4 de octubre de 1920 y el 9 de octubre de 1924.
Durante su gobierno, se inició el restablecimiento del orden constitucional en el estado y se expidió la quinta constitución estatal en 1921 y se dio la expedición de varias leyes para armonizar la legislatura estatal con la nueva legislatura federal nacida del conflicto armado de la década anterior; inició el reparto de tierras con la dotación de los primeros ejidos; fundó varias colonias agrícolas en el estado; inició los estudios de las obras de irrigación en la región centro-sur del estado que, a la postre se terminaría concretando en la construcción del Distrito de Riego 005 entre otras acciones. También, reabrió diversas escuelas primarias cerradas durante la Revolución, impulsó una Ley de Educación, estableció en la ciudad de Chihuahua una de las primeras radiodifusoras del país y compró el primer aeroplano que hubo en el estado.
Por otra parte, Enríquez fue duramente criticado por algunas de sus posiciones, como por ejemplo impulsar que el estado de Chihuahua vetara la reglamentación de la fracción VII del Artículo 130 de la nueva constitución federal referente a los Ministros Religiosos así como su buena relación con diversos líderes religiosos del estado así como los excesos de algunos líderes obreros y agrícolas que bajo su cobijo, abusaban de su poder.
En 1921, buscó que se iniciaran las obras para colonizar la zona del Río Conchos y el Río San Pedro con la ayuda del empresario estadounidense Arthur J. McQuatters, en un intento por hacer arrancar la economía estatal —que se hallaba muy dolida por diez años de guerra continúa—, y a la par fraccionar el latifundio Terrazas, mediante la venta a los pequeños agricultores mediante financiamiento a través de un eventual banco rural que se fundaría con ese fin, siendo que a la par, McQuatters había concertado con los Terrazas la compra del extenso latifundio. Esta situación, no le pareció a los revolucionarios chihuahuenses, quienes veían en las ideas de Enríquez una traición a los principios de la Revolución teniendo que intervenir ante ello el presidente Álvaro Obregón que desechó la idea, decidiendo que fuera el mismo gobierno quien expropiara el latifundio y lo repartiera mediante ejidos.
En 1923, pidió licencia al congreso del estado para ir a la Ciudad de México a entrevistarse con Adolfo de la Huerta y Plutarco Elías Calles en una búsqueda —infructuosa— por reconciliarlos. En diciembre de ese año, solicitó una nueva licencia para tomar la jefatura Quinta Jefautra de Operaciones Militares en el estado, y combatió a la Rebelión delahuertista en el estado, expulsándolos finalmente a principios de 1924. Volvió al cargo el 22 de marzo de 1924, y el 5 de abril renunció finalmente, al cargo para buscar ser candidato a Senador por Chihuahua, no obteniendo la candidatura.

### Vida posterior y muerte
En 1928, se separó del Ejército mediante una licencia ilimitada y volvió al estado en 1930 para unirse a la oposición al Partido Nacional Revolucionario en el contexto de las elecciones estatales extraordinarias de ese año. Luego de ese proceso electoral, volvió al Estado de Hidalgo donde tenía ya varios años radicado en labores agrícolas.
En 1946, Enríquez volvió al estado para ser candidato del opositor Partido Acción Nacional a Senador por Chihuahua, siendo postulado en fórmula con Francisco Cordero. Finalmente, los ganadores de la elección fueron los candidatos del Partido Revolucionario Institucional, Antonio J. Bermúdez y Alfredo Chávez Amparán. Sin embargo, Enríquez alegó fraude electoral en su contra, con pruebas más específicas en torno al desarrollo de la elección el Distrito 2 en donde el candidato de Acción Nacional a diputado federal, Manuel Gómez Morín también alegaba fraude electoral.
Enríquez murió en 1972 a los 88 años de edad.